# Rychlostní silnice S12 (Polsko)
Rychlostní silnice S12 je plánovaná polská rychlostní silnice, která bude po svém dokončení spojovat Piotrków Trybunalski a Lublin s hraničním přechodem s Ukrajinou. Její celková délka bude 315 km, z toho je v provozu 89,3 km v plném profilu a 8,6 km v polovičním profilu. Povede přes Lodžské, Mazovské a Lublinské vojvodství. Poslední část trasy z Lublinu na hranici s Ukrajinou bude součástí evropské trasy E373.

## Úseky v provozu

### KurówZápad – Lublin Sławinek
Úsek má délku 32,4 km. Celý byl otevřen v roce 2014.

### Obchvat Lublinu
Úsek má délku 23 km. Celý úsek byl uveden do provozu v roce 2014.

### Lublin Felin – Piaski Wschód
Úsek má délku 18,0 km. Celý úsek byl uveden do provozu v roce 2013.

### Puławy – obchvat
- 1. etapa obchvatu Puław (spolu s mostem přes Vislu) je dlouhá 12,7 km (4,1 km je vybudováno v plném profilu a 8,6 km v polovičním profilu. Úsek byl otevřen v roce 2008.
- 2. etapa obchvatu Puław: Úsek je dlouhý 11,8 km. Byl uveden do provozu 22. srpna 2018.

## Úseky v plánu
10. dubna 2006 v Radomu založili místní vládní úředníci Lublinského, Lodžského a Mazovského vojvodství sdružení pro dostavbu rychlostní silnice S12.

#### Spor o trasu rychlostní silnice S12
Poté, co byla původní trasa rychlostní silnice S8 přesunuta na sever blíže k Lodži, se objevily názory, že by se trasa rychlostní silnice S12 měla v její západní části také posunout o něco severněji, aby se spojila na aktuální křižovatce s rychlostní silnicí S8 a dálnicí A1. Zastánci tohoto řešení tvrdí, že takový posun by vytvořil silniční koridor Německo – A4 – Vratislav – kolem Lodže – Tomaszów Mazowiecki – Radom – Lublin – Chełm – Kyjev, což by byla alternativa k dálnici A4, která vede do Lvova. Podobná úprava byla také provedena u rychlostní silnice S10.